# Муджі
Ryohin Keikaku Co., Ltd. (яп. 株式会社良品計画 Kabushiki-gaisha Ryōhin Keikaku), або Muji (яп. 無印良品 Mujirushi Ryōhin) — це японська роздрібна мережа, яка спеціалізується на продажі широкого асортименту побутових і споживчих товарів. Філософія дизайну Muji є мінімалістичною. Бренд наголошує на переробці, зменшенні виробничих і пакувальних відходів, а також політиці без логотипів або брендів. Назва Muji походить від першої частини Mujirushi Ryōhin, що перекладається як «Товари без бренду» на європейському веб-сайті Muji.
1. ↑  Corporate Information. Ryohin Keikaku Co., Ltd. Процитовано 3 лютого 2021.